# Jumnotri

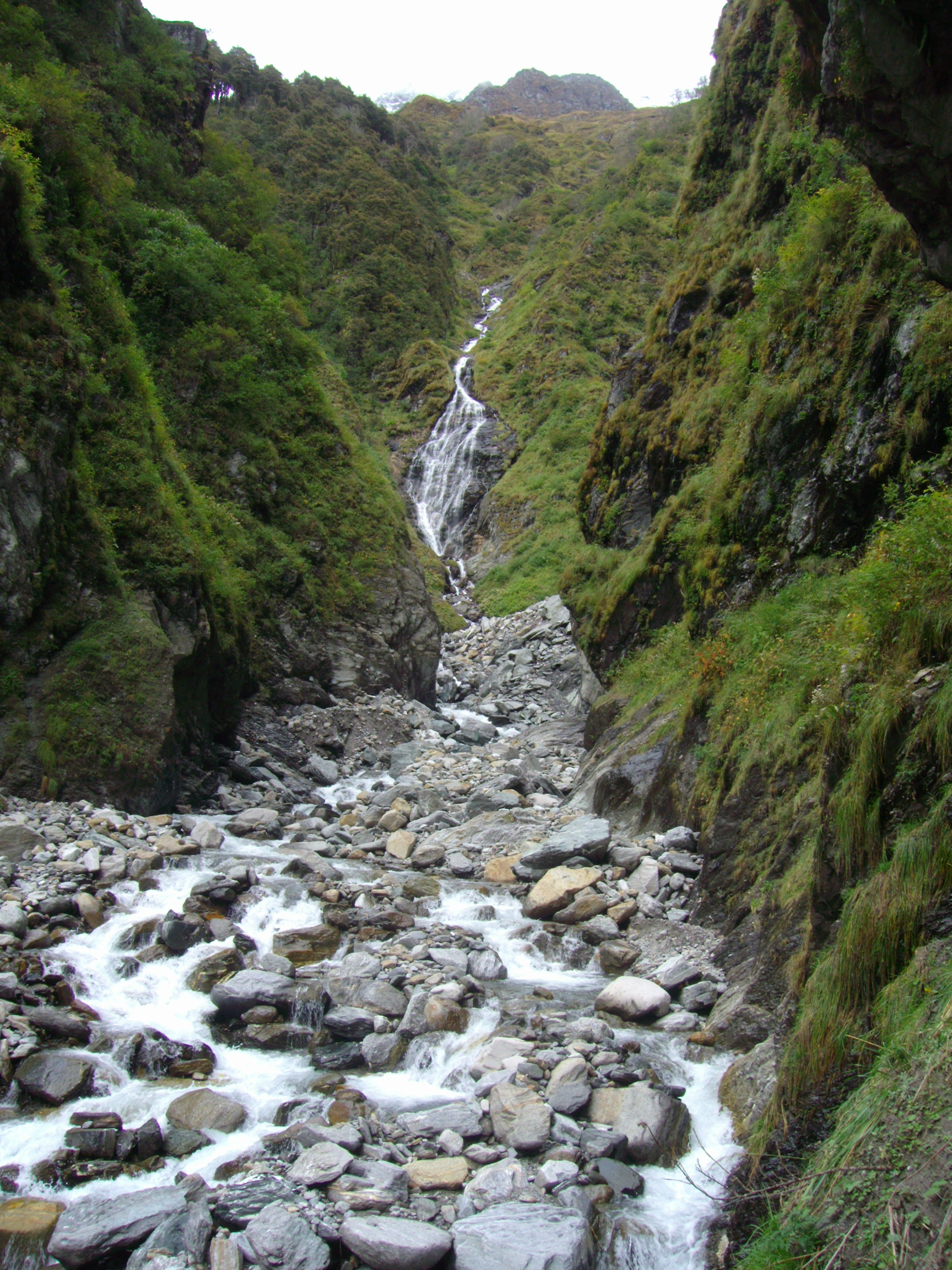
Yamuna vid Yamunotri.

Jumnotri (Yamunotri, Djamnotri) är ett berg i indiska delen av Himalaya, 6 326 m ö.h.
En för hinduerna helig ort med samma namn finns längre ner i bergsmassivet, vid Yamunas källor, på 2 974 m ö.h. Vid denna plats rinner floden Yamuna upp, och gudinnan Yamuna har där sin boning enligt hinduisk mytologi.